# District de Jinshan
Le district de Jinshan (金山区 ; pinyin : Jīnshān qū) est depuis 1997 une subdivision de la municipalité de Shanghai en Chine. Avant 1997, Jinshan était un xian.

## Transport
- La gare de Jinshan-Nord sur la LGV Shanghai - Hangzhou.
- La ligne Jinshan (train de banlieue «à grande vitesse»), relie Jinshan au centre-ville.